# Somiglianza funesta
Somiglianza funesta è un film muto italiano del 1916 diretto da Telemaco Ruggeri.

## Trama
Giorgio ha un sosia che è un fior di ribaldo, Wilmore, mentr’egli è un fior di gentiluomo. L’effige di costui riportata dai giornali, il sospetto del futuro suocero, gli scherzi degli amici che vanno a finire con un duello, lo ossessionano al punto di procurargli degli incubi e dei sogni, sì che per un fenomeno telepatico assiste a due fatti criminosi dell’altro se stesso.
Mentre poi si reca a Brest con la fidanzata ed il futuro suocero, viene arrestato lui stesso in cambio di quello, ch’era riuscito a fuggire dalle carceri. Ma un incidente di vettura mette in chiaro le cose e tutto finisce per lui in bene, e in male per il sosia che finisce al patibolo.